# فرانسيس ماجي
فرانسيس ماجي (بالإنجليزية: Francis Magee)‏ هو ممثل أيرلندي، ولد في 26 يونيو 1959 بدبلن في جمهورية أيرلندا. بدأ مشواره المهني سنة 1993.

## أعمال

### أفلام
- (2004) كعكة الطبقات
- (2005) صحاري
- (2014) أشخاص طيبون[5]
- (2016)  قصة من حرب النجوم[6]

## وصلات خارجية
- فرانسيس ماجي على موقع IMDb (الإنجليزية)
- فرانسيس ماجي على موقع ألو سيني (الفرنسية)
- فرانسيس ماجي على موقع أول موفي (الإنجليزية)
- فرانسيس ماجي على موقع قاعدة بيانات الأفلام السويدية (السويدية)
- فرانسيس ماجي على موقع قاعدة بيانات الفيلم (الإنجليزية)
- فرانسيس ماجي على موقع كينوبويسك (الروسية)